# Кашкер Микули
Кашкер Микули (чув. Кашкӑр Микули, по паспорту: Николай Григорьевич Волков; 15 мая 1881, Новочелны-Сюрбеево, Симбирская губерния — 1946) — чувашский поэт и фольклорист.
В 2006 году в Чувашской Республике прошли юбилейные торжества, посвящённые 125-летию со дня рождения Кашкера Микули. В частности, Чувашский государственный институт гуманитарных наук провёл научно-практическую конференцию. На семинарах рассмотрели многограннее творчество поэта-певца.

## Биография
Будущему поэту не довелось посещать школу, грамоте он учился самостоятельно. Вот как он описывает те события:
Родился я 3 числа мая месяца 1881 года. Когда мне исполнилось 11 лет, в 1892 году отец мой Григорий Герасимов умер оставив меня сиротой. Перед кончиной он наказал мне: „Ну, сынок, я умираю. Поцелуй мне в грудь, послушай что скажу тебе: я благословляю тебя! Я умираю не выучившись грамоте. Ты старайся выучиться, стремись к умным людям. Не воруй, ежели найдёшь вещь, узнаешь чья она, верни хозяину; ты ею не обогатишься“» 
Отеческому благословению Николай Григорьевич не изменил: в родном селении не было школы, в течение 2 недель посещает за 15 копеек школу в деревне Новое Буяново, однако сиротская жизнь заставляет прервать учёбу. Всё же тянущийся к знаниям Микулай самостоятельно овладевает грамотой.
Позднее его жизнь была связана с разной деятельностью: работает церковным сторожем, шахтёром, служит в царской армии, участвует в Первой мировой войне. В 1918 году, вернувшись в родную деревню, становится секретарём сельсовета, в голодные годы работает в Черниговском детском доме, затем трудится на стройке, в школе. В 1934 году у Кашкера Микули болезнь уха приводит к глухоте. После этого он начинает собирать фольклор и сам пробует перо в сочинении сказок, стихов, печатается.

## Произведения
В 1934 году болезнь поразила Кашкера Микули. Он начинает сочинять стихи, рассказы, сказки, их печатают в газетах и журналах Чебоксар. В 1940 году его стихотворения включаются в Антологию чувашской поэзии. Во время Великой Отечественной войны голос поэта обрёл особое звучание. «Тӗп пултӑр фашист!» (Да сгинет фашист) и подобные стихи выходят из-под пера поэта. В 1947 году выходит отдельной книгой его «Сӑвӑсемпе юмахсем» (Стихи и сказки).
Сегодня большинство стихов и сказок Кашкера Микули вышли в свет. Но всё же в архиве ЧГИГН хранятся около 40 сказок, около 500 песен, 326 загадок и других записей.
Вначале напечатал 3 стихотворения в 1936 году в журнале «Сунтал», в военное лихолетье издаёт произведения в журнале «Илемлӗ литература». Кроме периодических изданий, его работы увидели свет в сборнике «Фашизма хирӗҫ фольклор» — Фольклор против фашизма (1941), разных хрестоматиях, фольклор-сборниках и учебных пособиях.
- сказки: «Фюрерӑн хӳри татӑлнӑ» (У фюрера хвост отвалился), «Суккӑр пӑван» (Слепень), «Хӗвел ывӑлӗ» (Сын Солнца), «Ваньккан пултарулӑхӗ» (Ванькино дарование), «Тӑлӑх Тимахви» (Тимоха-Сирота),
- анекдоты: «Ҫӗр ӗҫлекен Ехрем» (Землепашец Ефрем), «Армянпа вырӑс» (Армянин и русский), «Ӳсӗр ҫын» (Пьяница), «Наянпа кахал» (Ленивый и лодырь)
- стихи: «Тӗп пултӑр фашист!» (Да сгинет фашист), «Ҫӗнӗ гимн» (Новый гимн), «Атӑл», «Ҫӗнтерӳ юррисем» (Песни Победы), «Пирӗн ҫӗнтерӳ» (Наша Победа)